# Emery Roth
Emery Roth (17. července 1871 Sečovce, Zemplín – 20. srpna 1948, New York) byl americký architekt, původem uherský Žid (z dnešního Slovenska).

## Život
Emery Roth se narodil roku 1871 jako Imre Róth, jedno z osmi dětí v židovské rodině v Sečovcích. V dětství vynikal v kreslení. Jeho rodiče vlastnili místní hostinec, který sloužil jako centrum tehdejšího společenského dění ve městě a on tedy vyrůstal ve slušných poměrech. Po otcově smrti roku 1884 se však rodinná situace výrazně zhoršila, proto se rozhodli, že nadaný Imre odjede do Spojených států amerických, kde se ho měl ujmout jeho strýc Aladár Kiss, který už několik let žil v Chicagu.
Třináctiletý Roth docestoval do New Yorku, ale protože ztratil lístek na vlak, do Chicaga se nedostal. Vydělával si na živobytí různými drobnými pracemi, až se nakonec uchytil jako kreslič ve společnosti Burnham & Root. Pracoval pro významného newyorského architekta Richarda Hunta a po Huntová smrti, roku 1895, spolupracoval s významným bytovým architektem Odgenem Codmanem. Společně pracovali na tvorbě moderních newyorských apartmánových budov.
Kolem roku 1898 se oženil s Ellou Grosmanovou a měli spolu čtyři děti (Julian, Richard, Elizabeth, Kathrin).
V roce 1898 se Roth osamostatnil. Projektoval množství novodobých budov a jeho pověst stále více rostla. Mimořádně se mu dařilo po první světové válce. Ve dvacátých letech ho považovali za jednoho z nejlepších architektů. Výjimečnost jeho prací spočívala v tom, že dokázal dokonale spojovat klasické prvky s moderními. Jedním z jeho nejvýznamnějších staveb je Hotel Belleclaire na Broadwayi, který kritici označili za „neobvyklý šperk“. Jeho Ritz Hotel Tower se stal symbolem bohatství v New York. Naprojektoval velké množství významných staveb v tomto městě, mimo jiné i první mrakodrapy. V roce 1948 ho Americký institut architektů ocenil za budovu 300 East 57th Street.
Emery Roth zemřel 20. srpna 1948. Po jeho smrti jeho synové Julian a Richard založili spolu s vnukem Richardem II. firmu Emery Roth & Sons.